# San Miguel (Buenos Aires)
San Miguel is een plaats in de Argentijnse provincie Buenos Aires. De plaats, een slaapstad van Buenos Aires telt 157.532 inwoners en ligt 30 km ten noordwesten van de hoofdstad. San Miguel is tevens de hoofdplaats van de partido San Miguel.

## Religie
De plaats is sinds 1978 de zetel van het rooms-katholieke bisdom San Miguel.

## Geboren
- Valentín Gómez (2003), voetballer